# سنخ شخصیت
سنخ شخصیت یا تیپ شخصیتی به اشخاصی اشاره می‌کند که چندین صفت یا ویژگی مشترک دارند. در حالت غیررسمی ممکن است خود شما در ارتباط با تیپ شخصیتی طبقاتی را در ذهن داشته باشید، مانند: تیپ مدیر، تیپ ورزشکار، تیپ مادرانه، تیپ سوسول و تیپ خورهٔ تکنولوژی و غیره. اگر بخواهیم هر یک از این تیپ‌های غیررسمی را تعریف کنیم، برای هر یک از آن‌ها مجموعه‌ای از ویژگی‌های متفاوت را در نظر خواهیم گرفت. در طول سالیان طولانی، روان‌شناسان برای طبقه‌بندی شخصیتها به انواع تیپ‌ها، روش‌های بسیاری را مطرح کرده‌اند. مثلاً روان‌شناس سوئیسی کارل یونگ بر این باور بود که انسان ها چند ویژگی شخصیتی دارند از جمله درون‌گرا  یا برون‌گرا. اشخاص برون‌گرا معاشرتی هستند و به بیرون خود توجه دارند. اما اشخاص درون‌گرا، تودار هستند. البته یوتگ گفته بود که این ویژگی ها کاملا متغیر و بستگی به محیط دارد. به طور کلی این طبقه‌بندی‌ها ناکافی هستند و نمی‌توانند تفاوت‌های شخصیتی را نشان بدهند. به همین دلیل درجه‌بندی مردم بر پایهٔ فهرستی از ویژگی‌ها، در مقایسه با طبقه‌بندی آن‌ها به دو یا سه تیپ شخصیتی، اطلاعات بیشتری را در اختیار می‌گذارد.